# Linia kolejowa Windhuk – Kranzberg
Linia kolejowa Windhuk – Kranzberg – niezelektryfikowana główna linia kolejowa w Namibii. Począwszy od roku 1990 jest użytkowana pod tą nazwą przez TransNamib. Przez prawie 100 lat wspólnie z linią kolejową Kranzberg–Walvis Bay istniały jako linia kolejowa Swakopmund–Windhoek.
Linia została zaprojektowana w celu zastąpienia 600 mm kolei wąskotorowej. Prace były prowadzone przez czterech oficerów, którzy nadzorowali 290 żołnierzy oraz 800 miejscowych robotników. Obsługę trasy rozpoczęto 19 czerwca 1902 roku.